# Rundkarre

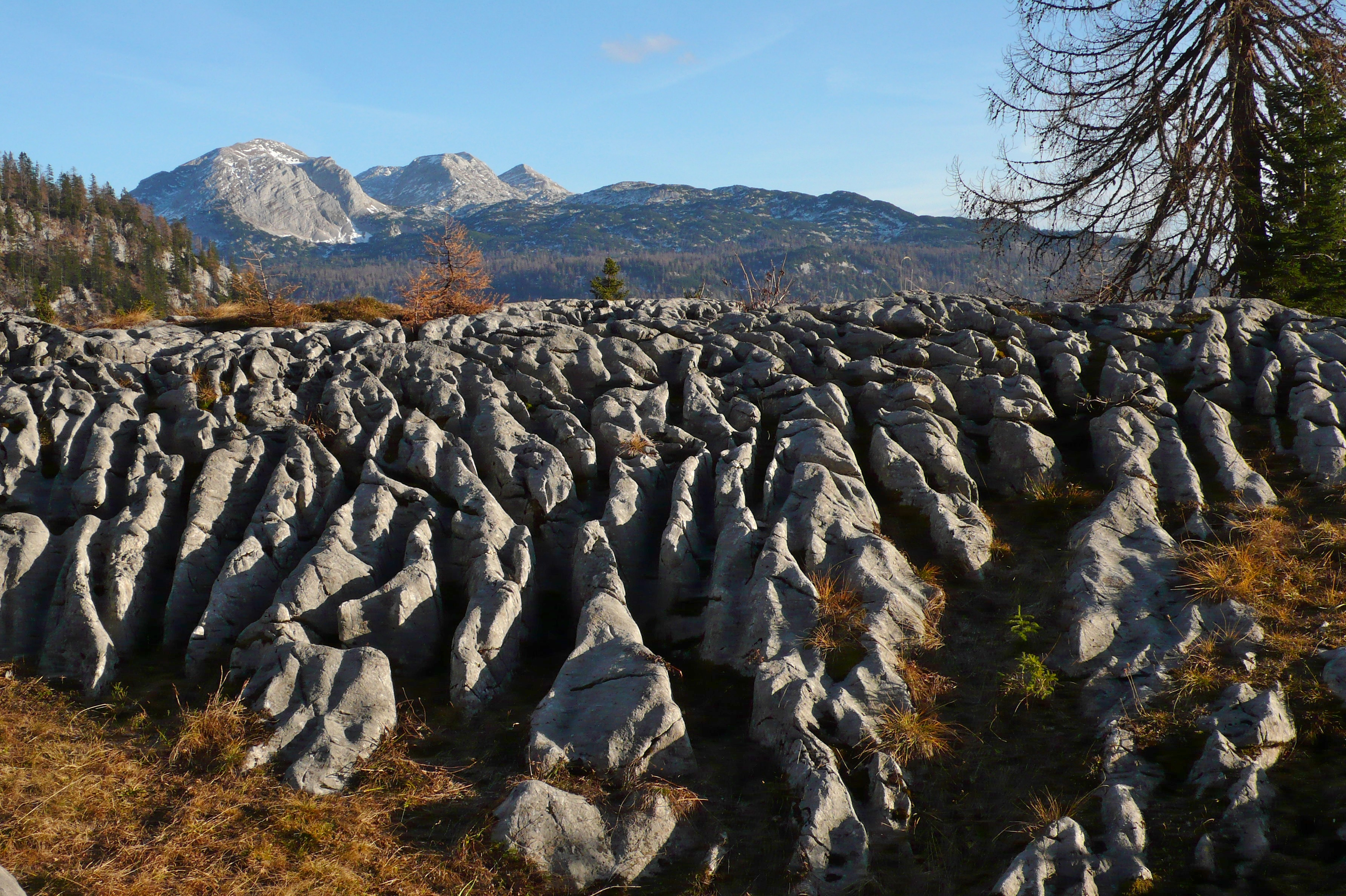
Rundkarren im Dachsteinkalk, Totes Gebirge

Rundkarren sind Kanäle oder Furchen in verkarstungsfähigem Gestein, die durch Kohlensäureverwitterung entstehen. Sie bilden sich auf vom Boden bedecktem Kalkstein und sind durch geglättete Mulden und Rippen und charakteristische runde Querschnitte gekennzeichnet. Rundkarren sind Karrenstrukturen  zweiter Ordnung.

## Entstehung
Rundkarren bilden sich unterirdisch. Aufgrund der biologischen Aktivität ist die CO2-Konzentration im Bodenwasser erhöht. Durch die längere Zeit des direkten Kontakts des Wassers mit dem Gestein ist die Lösung von Kalkstein unter der Erde intensiver als im Vergleich zur Verwitterung auf unbedeckten Kalkfelsen. Erst wenn die Bodenschicht durch Erosion abgetragen wird, werden die Rundkarren sichtbar. Oft setzt dann eine weitere Lösungsverwitterung ein und es können sich Rillenkarren auf den Rundkarren bilden.